# سوزان لوسی
سوزان ویکتوریا لوسی (انگلیسی: Susan Victoria Lucci؛ زادهٔ ۲۳ دسامبر ۱۹۴۶) هنرپیشه، مجری تلویزیون، نویسنده و کارآفرین اهل ایالات متحده آمریکا است. وی از سال ۱۹۶۹ میلادی تاکنون مشغول فعالیت بوده‌است. وی که بیشتر به خاطر بازی در نقش اریکا کین در درام همه فرزندان من اثر شرکت پخش رسانه‌ای آمریکا که در سال‌های ۱۹۷۰ تا ۲۰۱۱ پخش می‌شد، شناخته شده‌است.
از فیلم‌های معروف او می‌توان به بازی در مجموعه تلویزیونی خدمتکاران حیله‌گر اشاره کرد.